# Max Westerkamp
Max Westerkamp (ur. 8 października 1912 w Tanjung Pura, zm. 6 maja 1970 w Enschede) – holenderski hokeista na trawie, medalista olimpijski.
Pierwszymi i zarazem jedynymi igrzyskami dla Westerkampa były igrzyska w Berlinie w 1936.  Podczas tych igrzysk sportowiec wraz z holenderską reprezentacją zdobył brązowy medal w hokeju na trawie (w czasie turnieju Holendrzy przegrali tylko półfinałowy mecz z Niemcami). Westerkamp wystąpił we wszystkich pięciu meczach.